# Zanthoxylum ferrugineum
Zanthoxylum ferrugineum là một loài thực vật thuộc họ Rutaceae. Loài này có ở Belize, Costa Rica, El Salvador, Guatemala, Honduras, Nicaragua, và Panama.